# Tanaoctena indubitata
Tanaoctena indubitata is een vlinder uit de familie van de Galacticidae. De wetenschappelijke naam van de soort werd in 1971 gepubliceerd door Clarke.